# Liste der Gedenktafeln in Berlin-Französisch Buchholz
Die Liste der Gedenktafeln in Berlin-Französisch Buchholz enthält die Namen, Standorte und, soweit bekannt, das Datum der Enthüllung von Gedenktafeln.
Die Liste ist nicht vollständig.

## Französisch Buchholz
| Bild | Name                     | Standort                | Datum der Enthüllung |
| ---- | ------------------------ | ----------------------- | -------------------- |
|      | Helmut Faeder            | Chamissostraße 11       |                      |
|      | Heinrich Reuss           | Berliner Straße 27      |                      |
|      | Johann Gottfried Schadow | Hauptstraße 44          |                      |
|      | Gerhard Meisel           | Hugenottenplatz 3       |                      |
|      | Französisch Buchholz     | Pfarrer-Hurtienne-Platz |                      |
|      | Hänge-Buche              | Pfarrer-Hurtienne-Platz |                      |